# 錫達布拉夫鎮區 (密蘇里州俄勒岡縣)
錫達布拉夫鎮區（英語：Cedar Bluff Township）是位於美國密蘇里州俄勒岡縣的一個行政鎮區。

## 地方資料
錫達布拉夫鎮區的面積為65.16平方千米，當中陸地面積為64.76平方千米，而水域面積為0.40平方千米。根據2020年美國人口普查的數據，當地共有人口51人，而人口密度為每平方千米0.78人。